# Кэбри-Дэхар
Кэбри-Дэхар (сомал. Qabridahare) — город на востоке Эфиопии, в зоне Корахе региона Сомали. Административный центр одноимённого района (ворэды).

## История
Наиболее раннее упоминание населённого пункта относится к 1931 году, когда Кэбри-Дэхар описывается как «военный лагерь», страдающий от малярии. По данным британского историка Мэргери Перхам, в преддверии Итало-эфиопской войны итальянцы основали здесь гарнизон.
В 1958 году, когда император Хайле Селассие I находился в поездке по Огадену, в Кэбри-Дэхар строилась больница. В 1966 году автомобильная дорога соединила Кэбри-Дэхар с новым городом Годе. Управление эфиопских дорог анонсировало проект по строительству дорог, соединяющих Кэбри-Дэхар с соседними городами. Одна дорога протяжённостью 113,5 км и включающая 5 мостов соединит Кэбри-Дэхар с городом Шекош, а другая, протяжённостью 95 км и включающая 6 больших и малых мостов, соединит город с Дананом.

## География
Расположен на берегу сезонной реки Фафем-Шет, на высоте 536 м над уровнем моря.

## Климат
| Показатель                    | Янв. | Фев. | Март | Апр. | Май  | Июнь | Июль | Авг. | Сен. | Окт. | Нояб. | Дек. | Год  |
| ----------------------------- | ---- | ---- | ---- | ---- | ---- | ---- | ---- | ---- | ---- | ---- | ----- | ---- | ---- |
| Средний суточный максимум, °C | 33,9 | 35,2 | 35,2 | 34,4 | 32,4 | 32,3 | 31,0 | 31,5 | 33,0 | 32,5 | 32,6  | 33,5 | 33,1 |
| Средняя температура, °C       | 26,1 | 27,3 | 27,8 | 28,0 | 26,7 | 26,3 | 25,9 | 26,0 | 27,0 | 26,5 | 25,8  | 25,7 | 26,6 |
| Средний суточный минимум, °C  | 18,3 | 19,4 | 20,5 | 21,5 | 21,0 | 20,4 | 20,7 | 20,5 | 21,0 | 20,6 | 18,9  | 17,9 | 20,1 |
| Норма осадков, мм             | 1    | 3    | 13   | 108  | 71   | 1    | 1    | 0    | 11   | 118  | 47    | 8    | 382  |
| Источник:                     |      |      |      |      |      |      |      |      |      |      |       |      |      |

## Население
По данным Центрального статистического агентства Эфиопии на 2005 год население города составляет 36 191 человек, из них 19 327 мужчин и 16 864 женщины. По данным прошлой переписи 1997 года население города насчитывало 24 263 человека, из них 12 768 мужчин и 11 495 женщин. 89,02 % населения составляли сомалийцы и 2,58 % — амхара; оставшиеся 8,4 % представлены другими этническими группами .

## Транспорт
В городе расположен одноимённый аэропорт (ICAO: HAKD, IATA: ABK).